# Loïc Williams
Loïc Williams Ntambue Kayumba Gironés (Valencia, 7 de enero de 2002) es un futbolista hispano-congoleño que juega como defensa en el Granada C. F. de la Segunda División de España.

## Trayectoria
Nacido en Valencia de padre congoleño y madre española, se formó en el Levante U. D., Patacona C. F., Valencia C. F. y Girona F. C. como juvenil. Ascendió al filial de estos últimos en julio de 2021 para disputar la Tercera División RFEF, debutando el 5 de septiembre del mismo año al entrar como suplente en los minutos finales de una victoria liguera por 2-1 frente al C. E. L'Hospitalet.
El 28 de julio de 2022 se marchó al C. D. Atlético Paso de la Segunda Federación, siendo un jugador habitual del equipo y logrando evitar el descenso. Al finalizar la temporada fichó por el C. D. Tenerife de la Segunda División, siendo inicialmente inscrito en el equipo filial en la Tercera Federación, aunque realizó la pretemporada con el primer equipo,en el que se quedaría definitivamente, sin llegar a jugar con el filial.
Logró debutar con el C. D. Tenerife el 21 de agosto de 2023 al entrar como suplente en los minutos finales de una victoria por 2-0 frente a la S. D.  Huesca en la Segunda División. Disputó otros veinte encuentros en la categoría, más otros cuatro en la Copa del Rey, y el 31 de julio de 2024 fue traspasado al Granada C. F.

## Clubes
Actualizado al último partido disputado el 1 de junio de 2025.
| Club                | País   | Año       | Partidos | Goles |
| ------------------- | ------ | --------- | -------- | ----- |
| Girona F. C. "B"    | España | 2021-2022 | 13       | 0     |
| C. D. Atlético Paso | España | 2022-2023 | 25       | 1     |
| C. D. Tenerife      | España | 2023-2024 | 25       | 0     |
| Granada C. F.       | España | 2024-act. | 33       | 1     |